# Oddmund Løkensgard Hoel

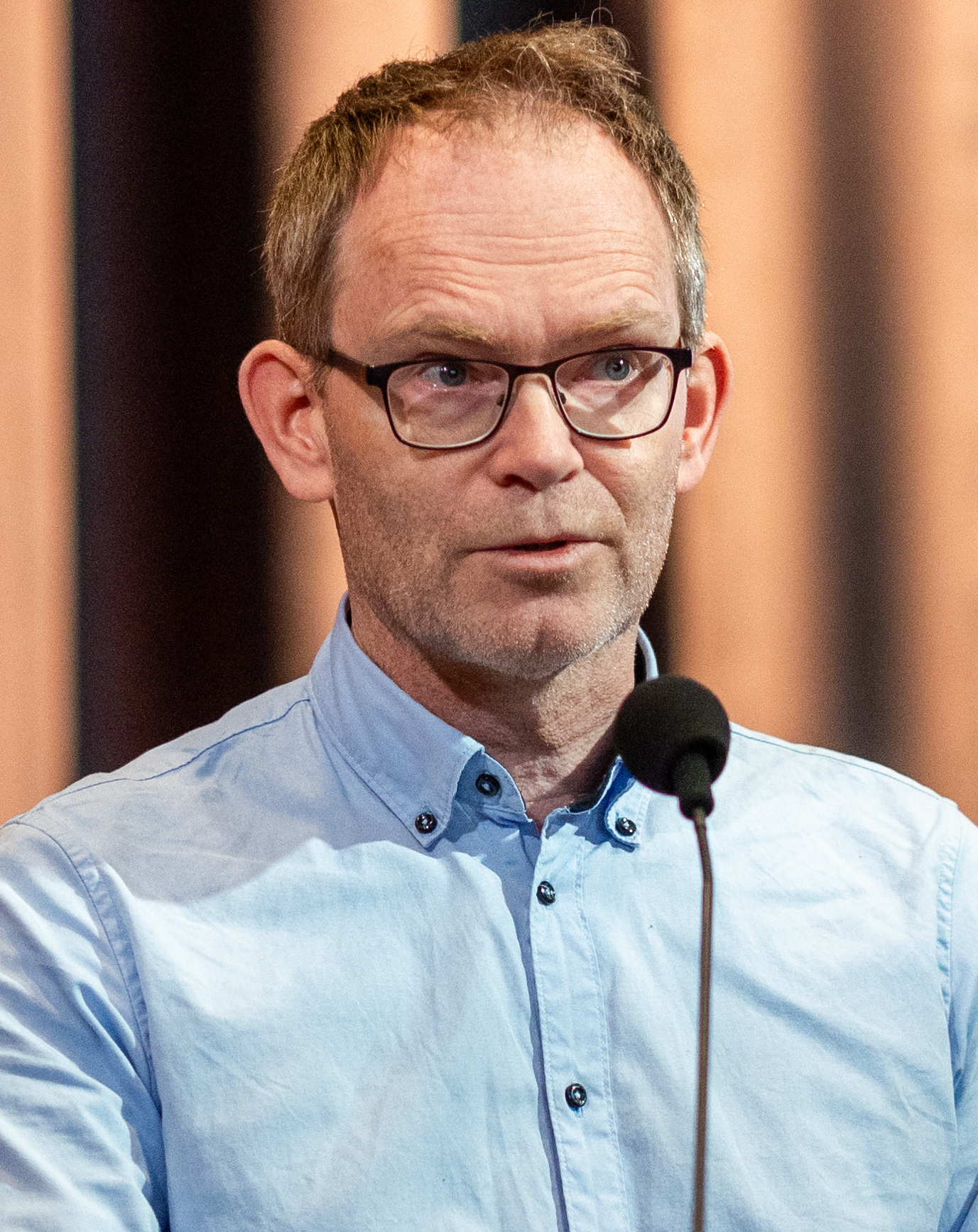
Oddmund Løkensgard Hoel, 2024

Oddmund Løkensgard Hoel (* 8. November 1968) ist ein norwegischer Hochschullehrer und Politiker der Senterpartiet (Sp). Von Januar 2024 bis Februar 2025 war er Minister für Forschung und Hochschulbildung. Von Oktober 2021 bis Januar 2024 war er Staatssekretär.

## Leben
Hoel studierte an der Universität Oslo und erhielt dort im Jahr 1996 Cand.phil. mit Hauptfach nordische Sprachen und Literatur. In den Jahren 1999 bis 2002 stand er der Nynorsk-Sprachorganisation Noregs Mållag vor. Ab 2007 arbeitete er an der Hochschule in Sogn og Fjordane (Høgskulen i Sogn og Fjordane) und ab 2016 weiter an der Nachfolgehochschule, der Hochschule Westnorwegen (Høgskulen på Vestlandet). Im Jahr 2009 promovierte Hoel an der Technisch-Naturwissenschaftlichen Universität Norwegens (NTNU). Im Jahr 2019 wurde er Professor an der Hochschule Westnorwegens. Zudem war er ab 2019 Chefredakteur der wissenschaftlichen Zeitschrift Heimen.
Hoel saß von 2019 bis 2023 im Kommunalparlament der Kommune Luster. Am 22. Oktober 2021 wurde er in der Regierung Støre unter Forschungs- und Hochschulbildungsminister Ola Borten Moe zum Staatssekretär im Bildungsministerium ernannt. Er setzte in dieser Position nach Moes Rücktritt ab August 2023 unter Sandra Borch fort. Nach Borchs Rücktritt wurde Hoel am 23. Januar 2024 zum neuen Forschungs- und Hochschulbildungsminister ernannt. Er schied nach dem Regierungsaustritt der Senterpartiet am 4. Februar 2025 aus dem Amt aus. Seine Nachfolgerin wurde Sigrun Aasland.